# Зинченко, Александр Владимирович
Алекса́ндр Влади́мирович Зи́нченко (укр. Олександр Володимирович Зінченко; род. 15 декабря 1996, Радомышль, Житомирская область) — украинский футболист, защитник и полузащитник английского клуба «Арсенал» и сборной Украины. Участник трёх чемпионатов Европы (2016, 2020 и 2024).

## Ранние годы
Родился 15 декабря 1996 года в Радомышле, в небольшом городке Житомирской области. Его отец Владимир Зинченко, сам в прошлом футболист, стал первым учителем сына. 1 сентября 2004 года в возрасте 8 лет Александр был зачислен в Радомышльскую ДЮСШ и начал выступать за команду Радомышльского ДЮСШ «Карпатия», где отличался зрелищной и результативной игрой в атаке. С 2004 по 2008 года команда «ДЮСШ-Карпатия» была бессменным победителем областных соревнований и призёром всеукраинских соревнований. Первым тренером Зинченко был Сергей Владимирович Борецкий (позже глава федерации футбола Радомышльского района с 2017 года, заслуженный работник физической культуры и спорта Украины), он организовал ему просмотр в фарм-клубе донецкого «Шахтёра» — «Монолит» (Ильичёвск). Вскоре 16-летний Зинченко вошёл в состав «Шахтёра», где стал капитаном команды до 19 лет. Также вызывался в сборную Украины до 17 лет, за которую сыграл 7 матчей и забил 1 гол. В 2014 году игроком интересовался казанский «Рубин», но клуб не смог договориться с агентами игрока. В том году Зинченко поддерживал форму, играя в любительской «Митинской футбольной лиге».

## Клубная карьера

### «Уфа»

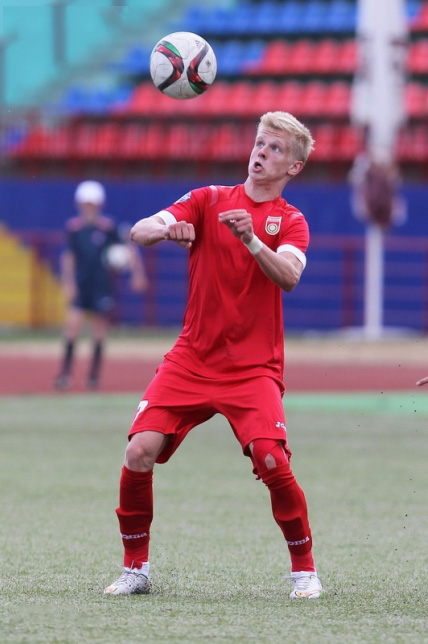
Зинченко в составе «Уфы»

12 февраля 2015 года подписал контракт с «Уфой». В Премьер-лиге дебютировал 20 марта 2015 года, где «Уфа» уступила «Краснодару» со счётом 0:2, сам Александр вышел на замену после перерыва и отыграл 45 минут. 25 июля 2015 года забил свой первый мяч в матче второго тура чемпионата России против клуба «Ростов» (1:2).
В начале 2015 года Зинченко предлагали оформить гражданство России, чтобы не считаться легионером в чемпионате России, однако позже он отказался от получения гражданства РФ и предпочёл сохранить украинское.
Стал лучшим футболистом «Уфы» в июле по опросу болельщиков (1021 голос, 49,4 %).

### «Манчестер Сити»

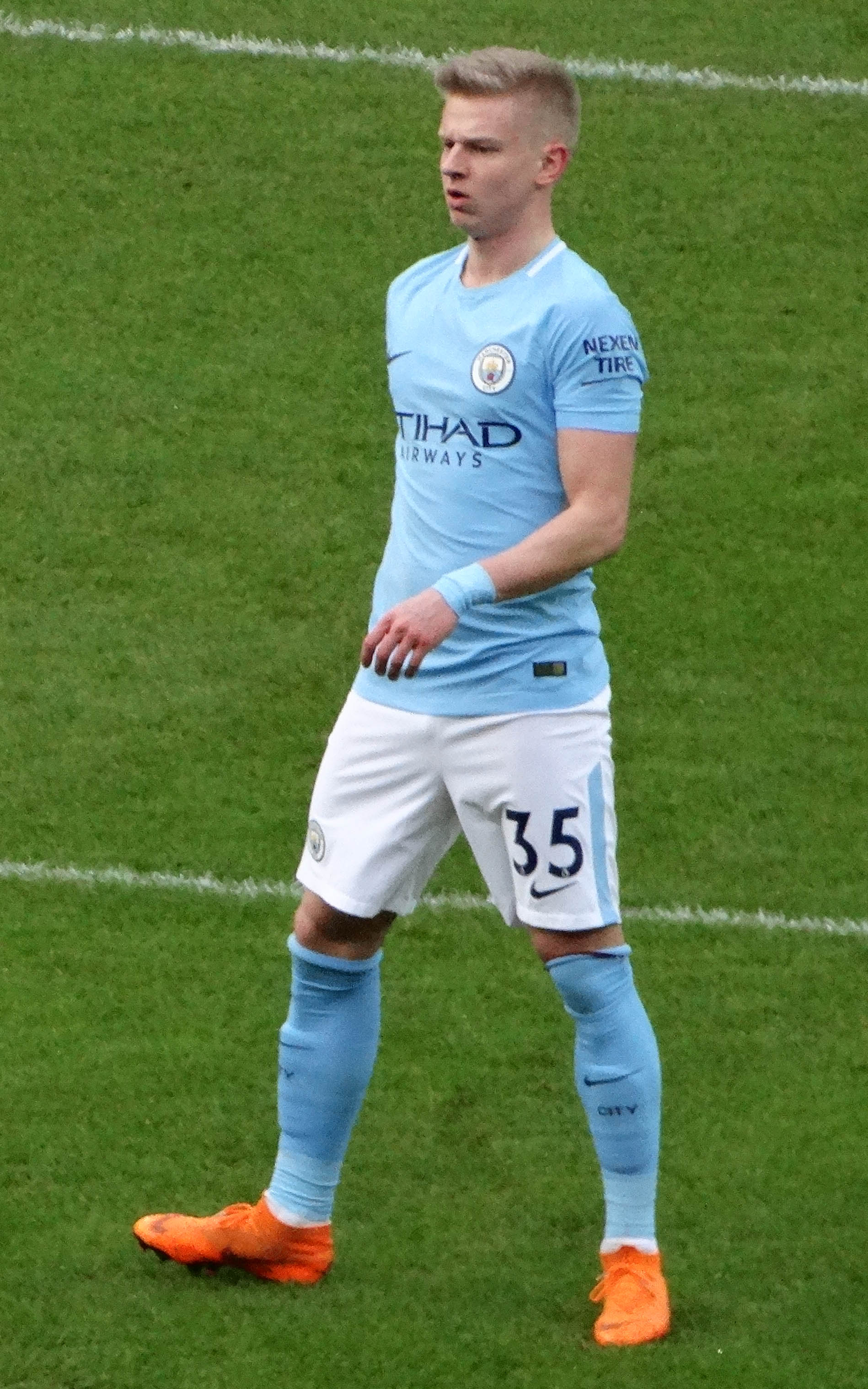
Зинченко в составе «Манчестер Сити» в 2018 году

4 июля 2016 подписал пятилетний контракт с английским клубом «Манчестер Сити», и был отдан в аренду в нидерландский ПСВ до конца сезона 2016/17. Первый матч провёл в 8-м туре Эредивизи против «Херенвена», выйдя на замену на 55-й минуте вместо Гуардадо. С наступлением 2017 года Зинченко потерял доверие тренерского штаба и был отправлен в дубль.
Возвратившись из аренды, провёл дебютный матч в составе «горожан» 24 октября 2017 года в игре 1/8 финала Кубка английской лиги против «Вулверхэмптона». Дебют Зинченко был высоко оценён, по итогам матча он попал в тройку лучших игроков «Манчестер Сити». 13 декабря того же года впервые сыграл в АПЛ в матче против «Суонси Сити» (4:0), выйдя на замену на 73-минуте вместо Фабиана Делфа. В конце 2017 года сыграл в победных матчах на Кубок английской лиги в декабре против «Лестер Сити» (1:1 (4:3)) и в январе в Кубке Англии против «Бёрнли» (4:1). 9 января 2018 года Зинченко вышел на поле в роли левого защитника против «Бристоль Сити» (2:1) в матче Кубка лиги. 20 января вышел в стартовом составе на той же позиции в 24-м туре Премьер-лиги против «Ньюкасл Юнайтед». Ввиду того, что он принял участие в более чем пяти матчах «Сити» в сезоне 2017/18, стал чемпионом Англии.

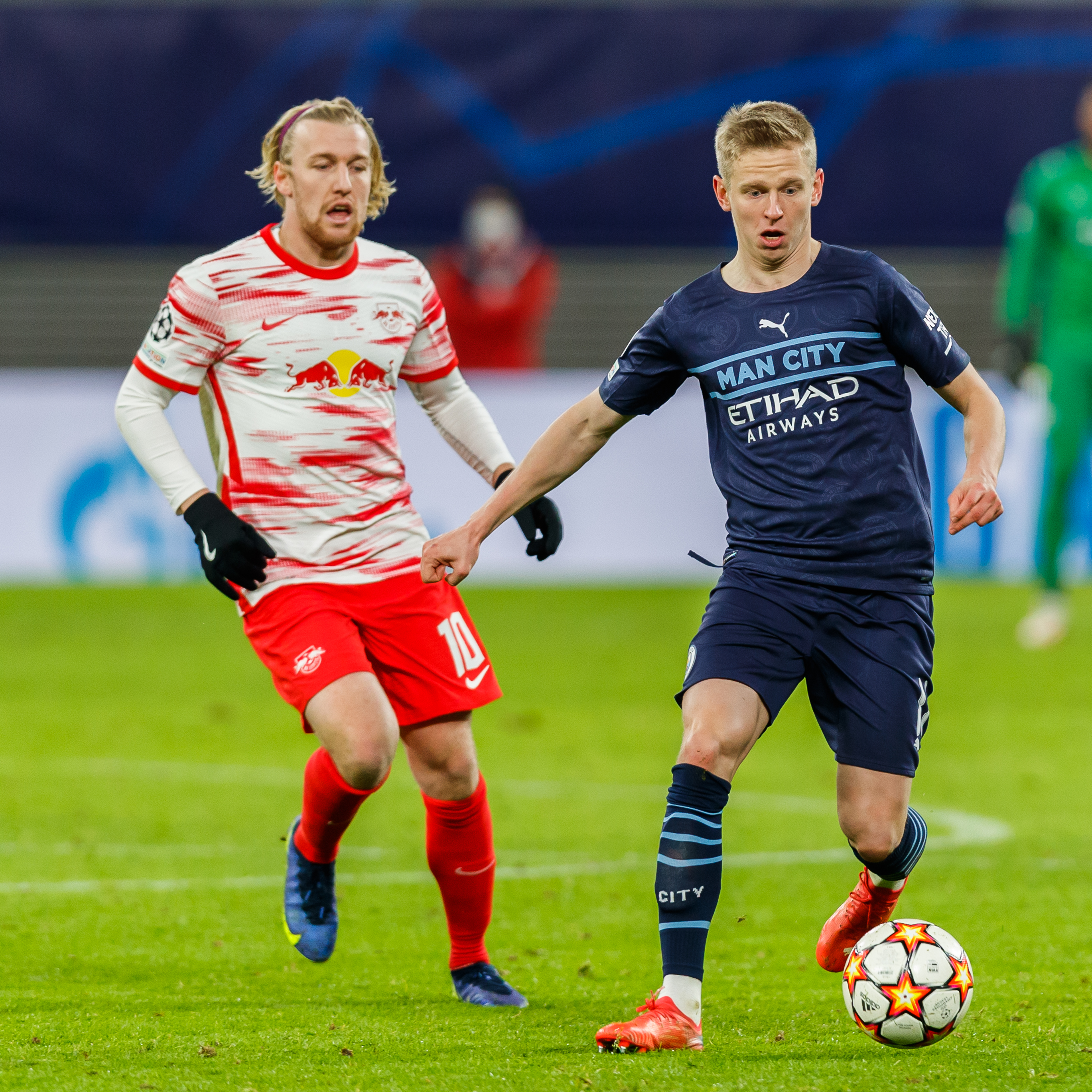
Александр Зинченко обходит Эмиля Форсберга в матче против «РБ Лейпциг», 2021 год

9 января 2019 года Зинченко забил свой первый гол за «Манчестер Сити» в полуфинале Кубка лиги сезона 2018/19, поразив ворота «Бёртон Альбион» эффектным дальним выстрелом в «девятку». В матче 27-го тура АПЛ 2018/19 отдал 3 голевые передачи, благодаря чему «Манчестер Сити» разгромил лондонский «Челси» 6:0. По версии портала WhoScored, Зинченко стал лучшим игроком финала Кубка лиги сезона 2018/19, отыграв 120 минут матча против того же «Челси». В феврале 2019 года болельщики «Манчестер Сити» назвали Зинченко лучшим игроком месяца среди футболистов любимой команды. В результате вторую половину сезона Зинченко провёл в качестве футболиста стартового состава.
20 июня 2019 года подписал новый контракт с «Манчестер Сити» сроком на 5 лет. 25 октября 2019 года Зинченко перенес операцию на колене. 11 декабря 2019 года сыграл первую игру после травмы в матче с «Динамо Загреб». 4 января 2020 года забил свой второй гол за «Манчестер Сити» в победном матче Кубка Англии против «Порт Вейл» (4:1).
4 мая 2021 года в полуфинальном поединке с «Пари Сен-Жермен» Зинченко отдал голевую передачу Рияду Махрезу (2:0) и помог «Манчестер Сити», по сумме двух матчей, выйти в первый финал Лиги чемпионов УЕФА в своей истории. 29 мая 2021 года вышел в основном составе на финальный матч Лиги чемпионов против «Челси» (0:1) и стал третьим украинским футболистом, получившим возможность сыграть на данной стадии турнира.

### «Арсенал»
22 июля 2022 года «Арсенал» подтвердил подписание с Зинченко четырёхлетнего контракта, сумма трансфера составила 30 млн фунтов, которая потенциально может возрасти до 32 миллионов в виде бонусов.
Зинченко из-за травмы не смог принять участие и не был включён в состав команды на Суперкубок Англии 2023 года, который его клуб выиграл. 6 августа 2022 года официально дебютировал за «Арсенал» в рамках 1-го тура чемпионата Англии против «Кристал Пэлас» (0:2), отметившись голевой передачей. В январе 2023 года был признан болельщиками клуба лучшим игроком месяца. 18 февраля 2023 года в матче против «Астон Виллы», отметился дебютным голом за «канониров», который также стал для Зинченко первым в АПЛ. 25 февраля 2023 года в матче против «Лестер Сити» вышел на поле с капитанской повязкой. В феврале 2023 года второй раз подряд стал лучшим игроком месяца в «Арсенале». 1 марта 2023 года в матче с «Эвертоном» отдал голевую передачу на Букайо Сака (4:0). 22 апреля 2023 года против «Саутгемптона» провёл свой 100-й матч в английской Премьер-лиге, став первым украинским игроком, достигшим подобной отметки. По итогам сезона 2022/23 принял участие в 33 матчах во всех турнирах, отдав больше всего острых передач среди всех левых защитников (121) и заняв четвёртое место по количеству созданных голевых моментов (25) среди всех защитников в Премьер-лиге.
11 ноября 2023 года в матче против «Бернли» (3:1) отметился своим первым голом на «Эмирейтс» и в сезоне 2023/24. В декабре 2023 года интернет-портал Transfermarkt назвал Александра Зинченко самым дорогим украинским футболистом, оценив рыночную стоимость игрока в 42 миллиона евро. По итогам 2023 года Зинченко попал в топ-10 лучших левых защитников мира по версии Международного центра спортивных исследований (CIES).
12 марта 2025 года Зинченко забил свой первый мяч в Лиге чемпионов, поразив ворота ПСВ (2:2) в ответном матче 1/8 финала.

## Карьера в сборной
10 октября 2015 года Зинченко был вызван в сборную Украины для участия в заключительном матче квалификационного раунда Евро-2016 против сборной Испании. Вышел на замену на 88-й минуте и стал третьим в списке самых юных дебютантов сборной Украины.

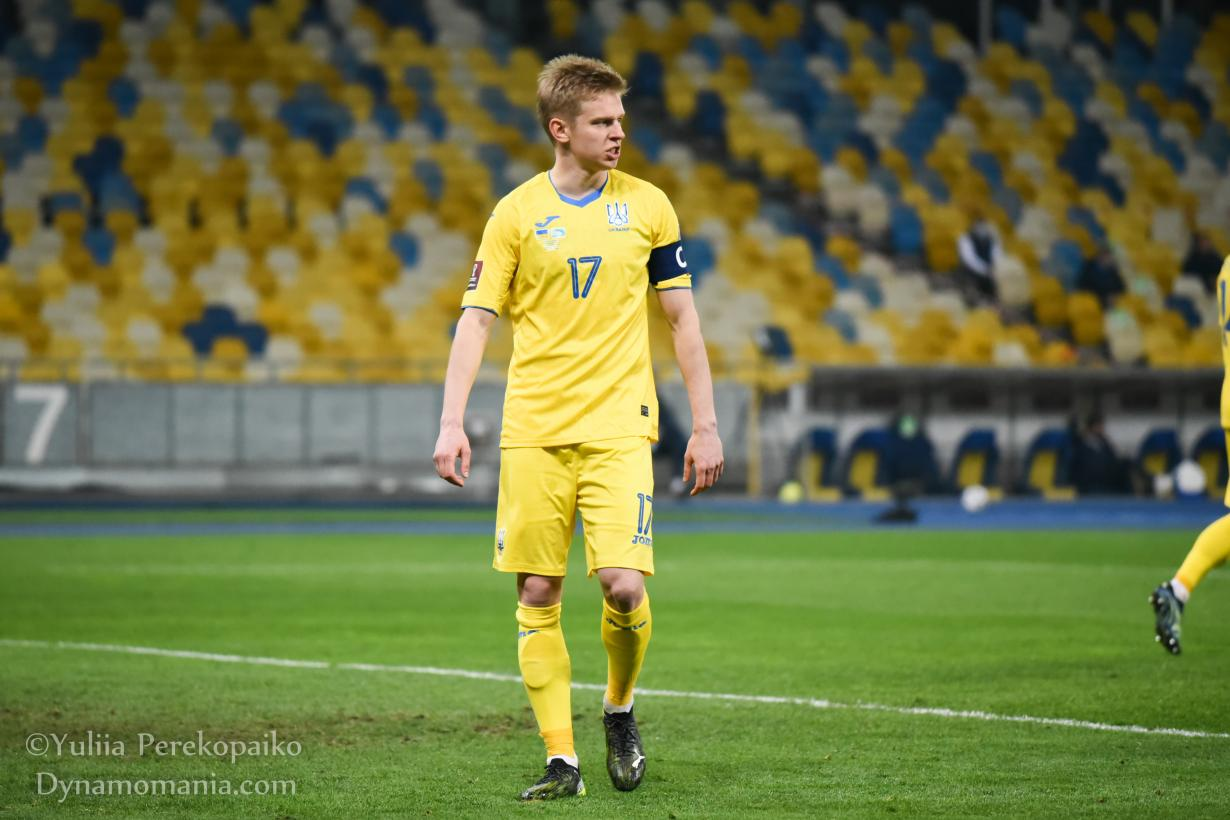
Зинченко в составе сборной Украины

В мае 2016 года главный тренер сборной Украины Михаил Фоменко включил Александра в окончательную заявку на финальную часть чемпионата Европы 2016. В товарищеском матче сборных Украины и Румынии, который состоялся 29 мая 2016 года в рамках подготовки к турниру, 19-летний полузащитник вышел на замену во втором тайме и уже на третьей минуте после появления на поле успел отметиться забитым мячом. Этот гол помог Александру стать самым молодым автором гола в истории сборной Украины, побив рекорд Андрея Шевченко. 25 марта 2021 года впервые вывел на поле сборную Украины с капитанской повязкой в выездном матче первого тура отборочного турнира чемпионата мира 2022 против сборной Франции (1:1), став самым молодым в истории национальной сборной Украины капитаном в официальных турнирах. Он стал капитаном в возрасте 24 лет и 99 дней, до 24 марта 2021 года самым молодым капитаном национальной команды был Анатолий Тимощук, которому принадлежал рекорд с сентября 2004 года (около 17 лет). В общем рейтинге молодых капитанов сборной Украины Зинченко — третий: в товарищеских играх 1993 года в сборной Украины были два 22-летних капитана — Сергей Дирявка и Сергей Беженар (оба — из «Днепра»).
1 июня 2021 года был включён в официальную заявку сборной Украины главным тренером Андреем Шевченко для участия в матчах чемпионата Европы 2020 года. 29 июня 2021 года в матче 1/8 финала против сборной Швеции Зинченко открыл счёт в матче на 27-й минуте, откликнувшись на передачу Андрея Ярмоленко, а в дополнительное время ассистировал Артёму Довбику, который ударом головой принёс Украине победу. На турнире сыграл в пяти матчах сборной Украины, которая дошла до четвертьфинала.
16 ноября 2021 года в матче отборочного турнира чемпионата мира 2022 забил гол в ворота сборной Боснии и Герцеговины (0:2).
Участник чемпионата Европы по футболу 2024 года. Принял участие во всех трёх матчах сборной Украины на турнире, отметившись голевой передачей.

## Статистика выступлений

### Клубная
| Выступление      | Выступление      | Выступление      | Чемпионат | Чемпионат | Кубки | Кубки | Еврокубки | Еврокубки | Итого | Итого |
| Клуб             | Лига             | Сезон            | Игры      | Голы      | Игры  | Голы  | Игры      | Голы      | Игры  | Голы  |
| ---------------- | ---------------- | ---------------- | --------- | --------- | ----- | ----- | --------- | --------- | ----- | ----- |
| Уфа              | РФПЛ             | 2014/15          | 7         | 0         | —     | —     | —         | —         | 7     | 0     |
| Уфа              | РФПЛ             | 2015/16          | 24        | 2         | 2     | 0     | —         | —         | 26    | 2     |
| Уфа              | Итого            | Итого            | 31        | 2         | 2     | 0     | —         | —         | 33    | 2     |
| Манчестер Сити   | Премьер-лига     | 2017/18          | 8         | 0         | 5     | 0     | 1         | 0         | 14    | 0     |
| Манчестер Сити   | Премьер-лига     | 2018/19          | 14        | 0         | 10    | 1     | 5         | 0         | 29    | 1     |
| Манчестер Сити   | Премьер-лига     | 2019/20          | 19        | 0         | 4     | 1     | 2         | 0         | 25    | 1     |
| Манчестер Сити   | Премьер-лига     | 2020/21          | 20        | 0         | 3     | 0     | 9         | 0         | 32    | 0     |
| Манчестер Сити   | Премьер-лига     | 2021/22          | 15        | 0         | 5     | 0     | 8         | 0         | 28    | 0     |
| Манчестер Сити   | Итого            | Итого            | 76        | 0         | 27    | 2     | 25        | 0         | 128   | 2     |
| → ПСВ            | Эредивизи        | 2016/17          | 12        | 0         | 1     | 0     | 4         | 0         | 17    | 0     |
| → ПСВ            | Итого            | Итого            | 12        | 0         | 1     | 0     | 4         | 0         | 17    | 0     |
| → Йонг ПСВ       | Первый дивизион  | 2016/17          | 7         | 0         | —     | —     | —         | —         | 7     | 0     |
| → Йонг ПСВ       | Итого            | Итого            | 7         | 0         | —     | —     | —         | —         | 7     | 0     |
| Арсенал (Лондон) | Премьер-лига     | 2022/23          | 27        | 1         | 3     | 0     | 3         | 0         | 33    | 1     |
| Арсенал (Лондон) | Премьер-лига     | 2023/24          | 27        | 1         | 2     | 0     | 6         | 0         | 35    | 1     |
| Арсенал (Лондон) | Премьер-лига     | 2024/25          | 6         | 0         | 1     | 0     | 2         | 0         | 9     | 0     |
| Арсенал (Лондон) | Итого            | Итого            | 60        | 2         | 6     | 0     | 11        | 0         | 77    | 2     |
| Всего за карьеру | Всего за карьеру | Всего за карьеру | 186       | 4         | 35    | 2     | 40        | 0         | 261   | 6     |

### Сборная
| Сборная Украины | Сборная Украины | Сборная Украины |
| Год             | Игры            | Голы            |
| --------------- | --------------- | --------------- |
| 2015            | 1               | 0               |
| 2016            | 10              | 1               |
| 2017            | 2               | 0               |
| 2018            | 10              | 1               |
| 2019            | 8               | 2               |
| 2020            | 4               | 1               |
| 2021            | 8               | 2               |
| 2022            | 12              | 2               |
| Всего           | 55              | 9               |

#### Матчи за сборную
Итого: сыграно матчей: 55 / забито голов: 9; победы: 26, ничьи: 14, поражения: 15.
| №  | Дата             | Оппонент          | Счёт | Голы | Пасы | Минуты | Соревнование             |
| -- | ---------------- | ----------------- | ---- | ---- | ---- | ------ | ------------------------ |
| 1  | 12 октября 2015  | Испания           | 0:1  | —    | —    | 2'     | Отбор ЧЕ-2016 (группа С) |
| 2  | 29 мая 2016      | Румыния           | 4:3  | Гол  | —    | 45'    | Товарищеский матч        |
| 3  | 3 июня 2016      | Албания           | 3:1  | —    | —    | 13'    | Товарищеский матч        |
| 4  | 12 июня 2016     | Германия          | 0:2  | —    | —    | 16'    | ЧЕ-2016 (группа С)       |
| 5  | 16 июня 2016     | Северная Ирландия | 0:2  | —    | —    | 7'     | ЧЕ-2016 (группа С)       |
| 6  | 21 июня 2016     | Польша            | 0:1  | —    | —    | 73'    | ЧЕ-2016 (группа С)       |
| 7  | 5 сентября 2016  | Исландия          | 1:1  | —    | —    | 90'    | Отбор ЧМ-2018 (группа I) |
| 8  | 6 октября 2016   | Турция            | 2:2  | —    | —    | 45'    | Отбор ЧМ-2018 (группа I) |
| 9  | 9 октября 2016   | Косово            | 3:0  | —    | —    | 63'    | Отбор ЧМ-2018 (группа I) |
| 10 | 12 ноября 2016   | Финляндия         | 1:0  | —    | —    | 67'    | Отбор ЧМ-2018 (группа I) |
| 11 | 15 ноября 2016   | Сербия            | 2:0  | —    | —    | 13'    | Товарищеский матч        |
| 12 | 2 сентября 2017  | Турция            | 2:0  | —    | —    | 1'     | Отбор ЧМ-2018 (группа I) |
| 13 | 5 сентября 2017  | Исландия          | 0:2  | —    | —    | 19'    | Отбор ЧМ-2018 (группа I) |
| 14 | 23 марта 2018    | Саудовская Аравия | 1:1  | —    | —    | 65'    | Товарищеский матч        |
| 15 | 27 марта 2018    | Япония            | 2:1  | —    | —    | 80'    | Товарищеский матч        |
| 16 | 31 мая 2018      | Марокко           | 0:0  | —    | —    | 90'    | Товарищеский матч        |
| 17 | 3 июня 2018      | Албания           | 4:1  | —    | —    | 71'    | Товарищеский матч        |
| 18 | 6 сентября 2018  | Чехия             | 2:1  | Гол  | —    | 24'    | Лига Наций (В)           |
| 19 | 9 сентября 2018  | Словакия          | 1:0  | —    | —    | 19'    | Лига Наций (В)           |
| 20 | 10 октября 2018  | Италия            | 1:1  | —    | —    | 90'    | Товарищеский матч        |
| 21 | 16 октября 2018  | Чехия             | 1:0  | —    | —    | 4'     | Лига Наций (В)           |
| 22 | 16 ноября 2018   | Словакия          | 1:4  | —    | —    | 90'    | Лига Наций (В)           |
| 23 | 20 ноября 2018   | Турция            | 0:0  | —    | —    | 90'    | Товарищеский матч        |
| 24 | 22 марта 2019    | Португалия        | 0:0  | —    | —    | 90'    | Отбор ЧЕ-2020            |
| 25 | 25 марта 2019    | Люксембург        | 2:1  | —    | —    | 90'    | Отбор ЧЕ-2020            |
| 26 | 7 июня 2019      | Сербия            | 5:0  | —    | —    | 90'    | Отбор ЧЕ-2020            |
| 27 | 10 июня 2019     | Люксембург        | 1:0  | —    | —    | 90'    | Отбор ЧЕ-2020            |
| 28 | 7 сентября 2019  | Литва             | 0:3  | Гол  | —    | 90'    | Отбор ЧЕ-2020            |
| 29 | 10 сентября 2019 | Нигерия           | 2:2  | Гол  | —    | 90'    | Товарищеский матч        |
| 30 | 11 октября 2019  | Литва             | 2:0  | -    | —    | 90'    | Отбор ЧЕ-2020            |
| 31 | 14 октября 2019  | Португалия        | 2:1  | —    | —    | 90'    | Отбор ЧЕ-2020            |
| 32 | 3 сентября 2020  | Швейцария         | 2:1  | Гол  | —    | 90'    | Лига Наций (группа А)    |

## Достижения

### Командные
«Манчестер Сити»
- Чемпион Англии (4): 2017/18, 2018/19, 2020/21, 2021/22
- Обладатель Кубка Англии: 2018/19
- Обладатель Кубка Английской футбольной лиги (4): 2017/18, 2018/19, 2019/20, 2020/21
- Обладатель Суперкубка Англии: 2019
- Финалист Лиги чемпионов УЕФА: 2020/21

### Личные
- Футболист года на Украине: 2019[53]
- Лучший игрок месяца в «Манчестер Сити»: февраль 2019
- Символическая сборная месяца английской Премьер-лиги по версии InStat: февраль 2019[54]
- Лучший игрок месяца в «Арсенале» (2): январь 2023[33], февраль 2023[36]

## Личная жизнь

### Семья
14 октября после окончания матча Украина — Сербия, во время послематчевого интервью, Зинченко поцеловал украинскую спортивную журналистку Владу Щеглову (Седан), после этого эпизода пара публично заявила о своих отношениях. 24 августа 2020 года состоялась свадьба. 4 июня 2021 года пара объявила о беременности Влады.
1 августа 2021 года родилась дочь Ева. В августе 2023 года у пары родилась вторая дочь Лея.

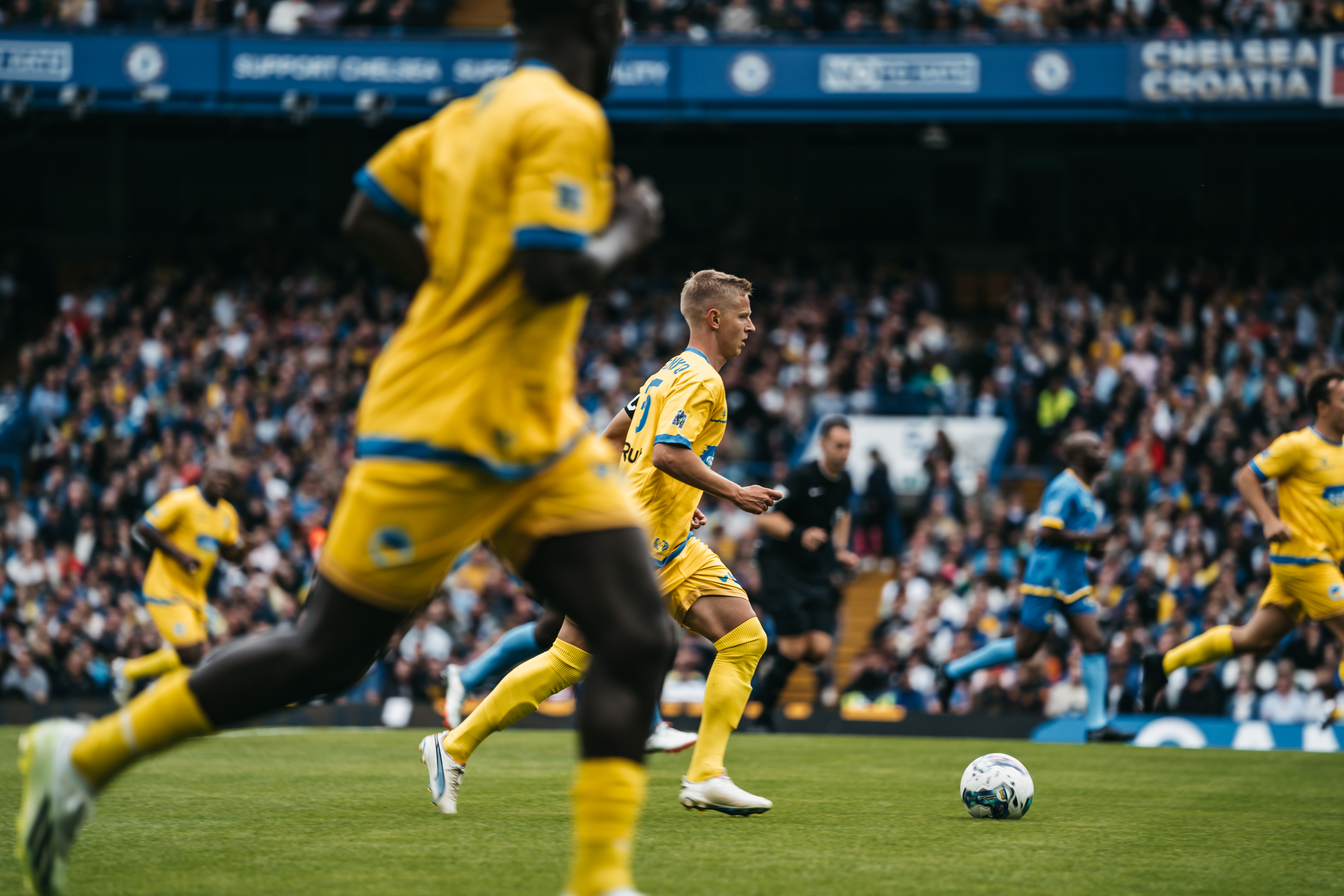
Александр Зинченко во время благотворительного матча для инициативы United24

### Благотворительность
Зинченко отдал свои призовые за Евро-2020, чтобы оплатить приезд во Львов немецкого пластического хирурга Клауса Экснера, который оперировал детей с врожденными и послеожоговыми повреждениями.
После российского вторжения на Украину в 2022 году основал благотворительный фонд «Football for Ukraine», который помогает украинцам, пострадавшим от войны с Россией.
В 2023 году стал одним из амбассадоров платформы United24, созданной для финансовой помощи Вооружённым силам Украины, мирным жителям, а также для восстановления Украины от последствий российской военной агрессии.

### Киберспорт
В конце лета 2023 года Зинченко объявил о создании своей киберспортивной организации «Passion UA». Состав по Counter-Strike ему помогал собирать украинский киберспортсмен и тренер Kane. Сам футболист начал играть в шутер еще со времен 1.6 версии.
8 февраля 2024 года сыграл со всей командой официальный матч против команды «BLEED». Тот матч он закончил с рейтингом 0.86.